# Wspólnota Świątyni
Wspólnota Świątyni (niem. Tempelgesellschaft) – protestancka wspólnota pietystyczna założona w 1861 r. w Wirtembergii, obecnie jej członkowie mieszkają przede wszystkim w Australii.
Wspólnotę Świątyni stworzył Christoph Hoffmann, który w 1845 r. wraz z Georgiem Davidem Hardeggiem założył Towarzystwo dla Zebrania Ludu Bożego w Jerozolimie. W 1861 r. wraz z grupą zwolenników wystąpił z Kościoła Wirtembergii, a jego zgromadzenie przekształciło się we Wspólnotę Świątyni. Wirtemberski parlament odrzucił propozycję petycji do sułtana osmańskiego o specjalne przywileje dla Wspólnoty, toteż za pieniądze, które wyłożył jej członek Martin Blaich, nabyto w 1856 r. majątek ziemski Kirschenhardhof, a zarząd Wspólnoty otworzył tam szkołę dla kandydatów na wyjazd do Palestyny. Łącznie w ciągu 11 lat, do 1856 r., akces do Wspólnoty złożyło ok. 750 osób, wśród których szczególnie cenieni byli rzemieślnicy, wykwalifikowani rolnicy, lekarze, agronomowie i inżynierowie, którzy mieli zapewnić Wspólnocie samowystarczalność w trudnych warunkach Bliskiego Wschodu.
30 października 1868 r. pierwszy statek Wspólnoty dotarł do portu rybackiego w Hajfie. Wspólnota zaczęła od tego czasu fazę budowy infrastruktury: domów, warsztatów rzemieślniczych i pól uprawnych, a z czasem zakładów przemysłowych. Syjonistyczni koloniści, którzy później zaczęli osiedlać się w Palestynie, brali przykład z niemieckich imigrantów, m.in. kopiując ich systemy irygacyjne. Członkowie Wspólnoty niechętnie jednak nawiązywali współpracę z Żydami, uważając że to oni, a nie Żydzi, są narodem wybranym. Pierwszym osiedlem niemieckiej wspólnoty była Jaffa (1869), potem powstały osiedla w Saronie (1871) i Jerozolimie (1873), a pokolenie później osiedla Wilhelma (1902), Betlejem (1906) i Waldheim (1907). Osiedle Wilhelma powstało na cześć cesarza Wilhelma II, który w 1898 r. odbył pielgrzymkę do Jerozolimy.
W czasie I wojny światowej część członków organizacji została deportowana do Egiptu celem internowania. Pod koniec lat 20. XX w., wśród młodego pokolenia członków organizacji popularność zaczął zdobywać narodowy socjalizm, co spowodowało konflikt międzypokoleniowy. W Palestynie pierwsza komórka partyjna NSDAP powstała w 1930 r., a ostatecznie na porzucenie Wspólnoty zdecydowało się ok. 100 młodych mężczyzn, którzy wstąpili do armii lub Waffen-SS w Rzeszy.
Założona przez Hoffmanna wspólnota istniała w Palestynie do II wojny światowej, kiedy jej istnienie zostało przez Brytyjczyków uznane za zagrożenie dla bezpieczeństwa regionu ze względu na popularność ideologii nazizmu wśród części jej członków oraz wspieranie finansowe ruchu niepodległościowego Arabów. Członków Wspólnoty Świątyni najpierw internowano w osiedlu Waldheim koło Betlejem Galilejskiego, a następnie wywieziono do kolonii karnej w Australii. Dużą część członków organizacji deportowano w 1941 r., a ostatnie grupy w wyjechały w 1948 r., po utworzeniu państwa izraelskiego. W Australii osiedlono palestyńskich Niemców w obozie Tatura (stan Wiktoria). Po jego likwidacji w 1947 r. pozwolono członkom organizacji wybrać między powrotem do Niemiec lub zezwoleniem na pobyt stały w Australii. Większość członków Wspólnoty została w Australii, gdzie organizacja nadal istnieje od czasu reaktywacji w 1950 r.